# Heer (Bundeswehr)
Het Heer is het landmachtonderdeel van de Bundeswehr, het leger van Duitsland.
Het Heer is op 12 november 1955 opgericht en vormt de kern van de strijdkrachten ter land. Ook militaire landoperaties vallen eronder alsook die waarbij gebruik wordt gemaakt van vliegend materieel.
De Duitse landmacht heeft een omvang van ongeveer 95.000 militairen in vredestijd en is daarmee het grootste strijdkrachtonderdeel. Van alle organisatie-onderdelen van de Bundeswehr dragen zo'n 160.000 militairen het landmachtuniform.
De Generale Staf bevindt zich in Hardthöhe, een wijk van de stad Bonn in de deelstaat Noordrijn-Westfalen. Aan het hoofd van het Heer staat de inspecteur van het Heer, sinds 16 juli 2015 is dit luitenant-generaal Jörg Vollmer.